# Burundi aux Jeux olympiques d'été de 2016
Le Burundi participe aux Jeux olympiques d'été de 2016 à Rio de Janeiro au Brésil du 5 août au 21 août. Il s'agit de sa 6e participation à des Jeux d'été.

## Médaillée
| Athlète                | Discipline | Épreuve       | Date    |
| ---------------------- | ---------- | ------------- | ------- |
| Médailles d’argent : 1 |            |               |         |
| Francine Niyonsaba     | Athlétisme | 800 m féminin | 20 août |

## Athlétisme

### Homme

#### Course
| Athlètes                    | Compétitions  | Série    | Série | Demi-finales | Demi-finales | Finale   | Finale  |
| --------------------------- | ------------- | -------- | ----- | ------------ | ------------ | -------- | ------- |
| Athlètes                    | Compétitions  | Temps    | Rang  | Temps        | Rang         | Temps    | Rang    |
| Antoine Gakeme              | 800 mètres    | 1:47.46  | 6e    | Eliminé      | Eliminé      | Eliminé  | Eliminé |
| Olivier Irabaruta           | 5 000 mètres  | 13:44.08 | 17e   | NC           | NC           | Eliminé  | Eliminé |
| Olivier Irabaruta           | 10 000 mètres | NC       | NC    | NC           | NC           | 28:32.75 | 27e     |
| Pierre-Célestin Nihorimbere | Marathon      | NC       | NC    | NC           | NC           | 2:29:38  | 115e    |
| Abraham Niyonkuru           | Marathon      | NC       | NC    | NC           | NC           | DNF      | /       |

### Femme

#### Course
| Athlètes           | Compétitions  | Série   | Série | Demi-finales | Demi-finales | Finale   | Finale            |
| ------------------ | ------------- | ------- | ----- | ------------ | ------------ | -------- | ----------------- |
| Athlètes           | Compétitions  | Temps   | Rang  | Temps        | Rang         | Temps    | Rang              |
| Francine Niyonsaba | 800 mètres    | 1:59.84 | 1er   | 1:59.59      | 2e           | 1:56.49  | Médaille d'argent |
| Diane Nukuri       | 10 000 mètres | NC      | NC    | NC           | NC           | 31:28.69 | 13e               |